# Autarijatska krčagovina
Autarijatska krčagovina (lat. Amphoricarpos autariatus), zeljasta biljka iz porodice glavočika čije dvije podvrste rastu od Srbije i Bosne i Hercegovine na sjeveru do Crne Gore i Grčke na jugu.

## Podvrste
- Amphoricarpos autariatus subsp. autariatus, Bosna i Hercegovina, Crna Gora
- Amphoricarpos autariatus subsp. bertisceus Blečić & E.Mayer, Crna Gora, Srbija, Albanija, Grčka.